# Partido judicial de Valencia
El partido judicial de Valencia es uno de los dieciocho partidos judiciales de la provincia de Valencia; en concreto se trata del «partido judicial n.º 6 de la provincia de Valencia».
El ámbito territorial que viene regulado por el Real Decreto 529/1983, de 9 de marzo, comprende los municipios de:
- Valencia